# Manuel Chust
Manuel Chust (Valência, 1969 - ) é um historiador e estudioso espanhol, catedrático de história contemporânea da Universidad Jaume I de Castellón e especialista em história política da América Latina. Foi vice-reitor da Universidade Catallunense e publicou diversos artigos sobre a história constitucional ibero-americana, em especial sobre as Cortes de Cádiz e a Independência do México.